# Barcă cu pânze

O monococă sloop obișnuită cu velă bermudiană

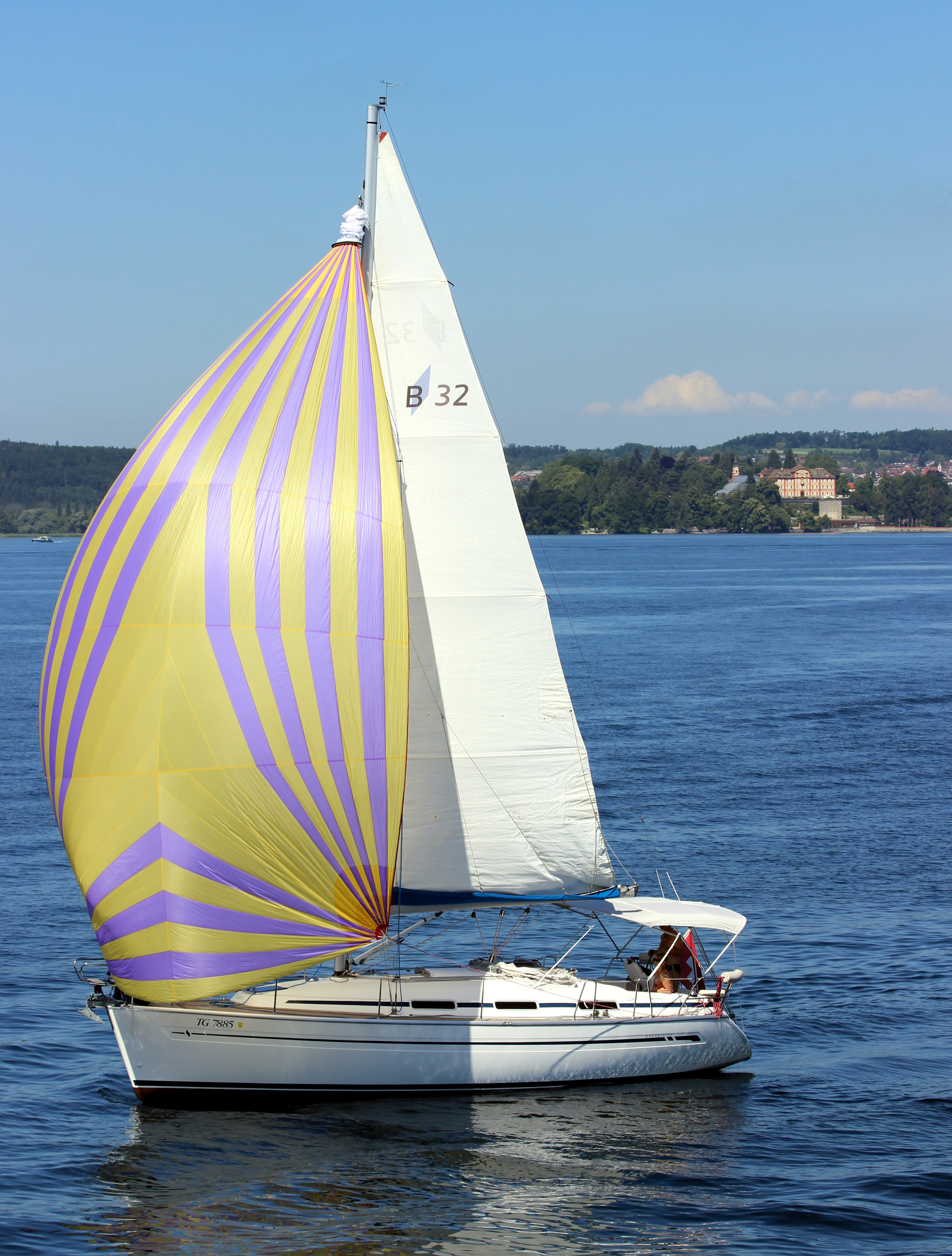
Barcă cu pânze pe Lacul Constanța, Germania.

O barcă cu pânze este o barcă propulsată parțial sau în totalitate de pânze, mai mică decât un Velier. Distincțiile în ceea ce constituie o barcă de navigație și o navă variază în funcție de regiune și cultura maritimă.

## Legături externe
- SailboatData Sailboat database
- SailingtheWeb Sailboat database
- Basic sailing principles
- John's International Boats: Directory of Sailboats, Designers, Builders, Associations & More (15,000 entries) Arhivat în 15 februarie 2012, la Wayback Machine.
- Web site of the International Sailing Federation